# Ліборіо Ромеро
Ліборіо Ромеро Ромеро (ісп. Liborio Romero Romero; 23 липня 1979, Тласкала) — мексиканський професійний боксер, призер Панамериканських ігор та Ігор Центральної Америки і Карибського басейну.

## Аматорська кар'єра
На чемпіонаті світу 1997 Ліборіо Ромеро переміг в першому бою, а в другому бою вперше програв титулованому кубинцю Маікро Ромеро — 1-10.
На Іграх Центральної Америки і Карибського басеїна 1998 він дійшов до півфіналу, де знов програв Маікро Ромеро.
На Панамериканських іграх 1999 Ліборіо Ромеро в фінальному бою втретє зазнав поразки від Маікро Ромеро.
На чемпіонаті світу 1999 програв в другому бою.
На Олімпійських іграх 2000 він переміг в першому бою Мубарека Солтані (Алжир) — 16-15, а в другому програв Іванасу Стаповичюсу (Литва) — 11-24.

## Професійна кар'єра
Ліборіо Ромеро мав недовгу професійну кар'єру. Протягом 2001—2003 провів 14 боїв, після чого припинив виступи.